# 캐러멜

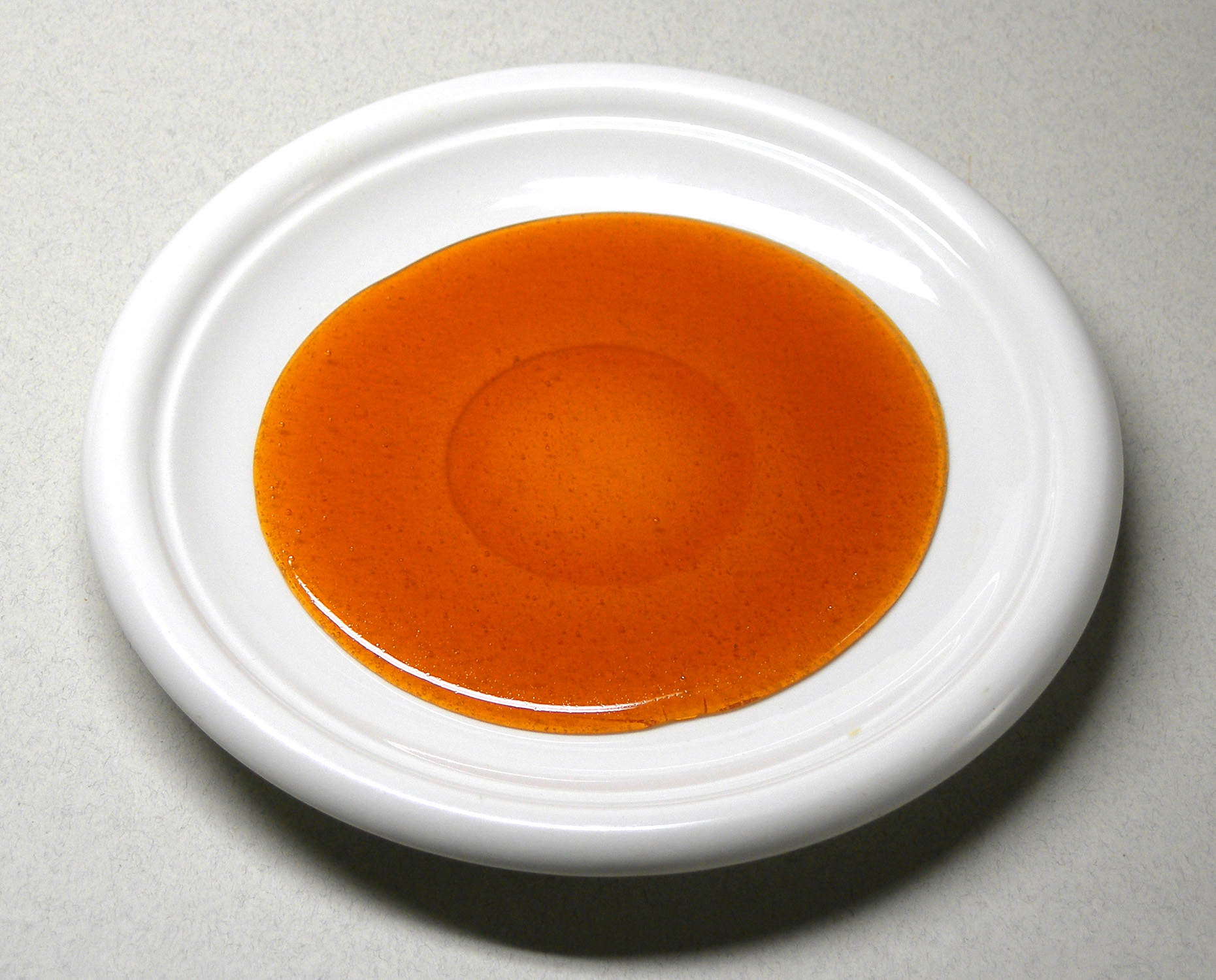
캐러멜 소스

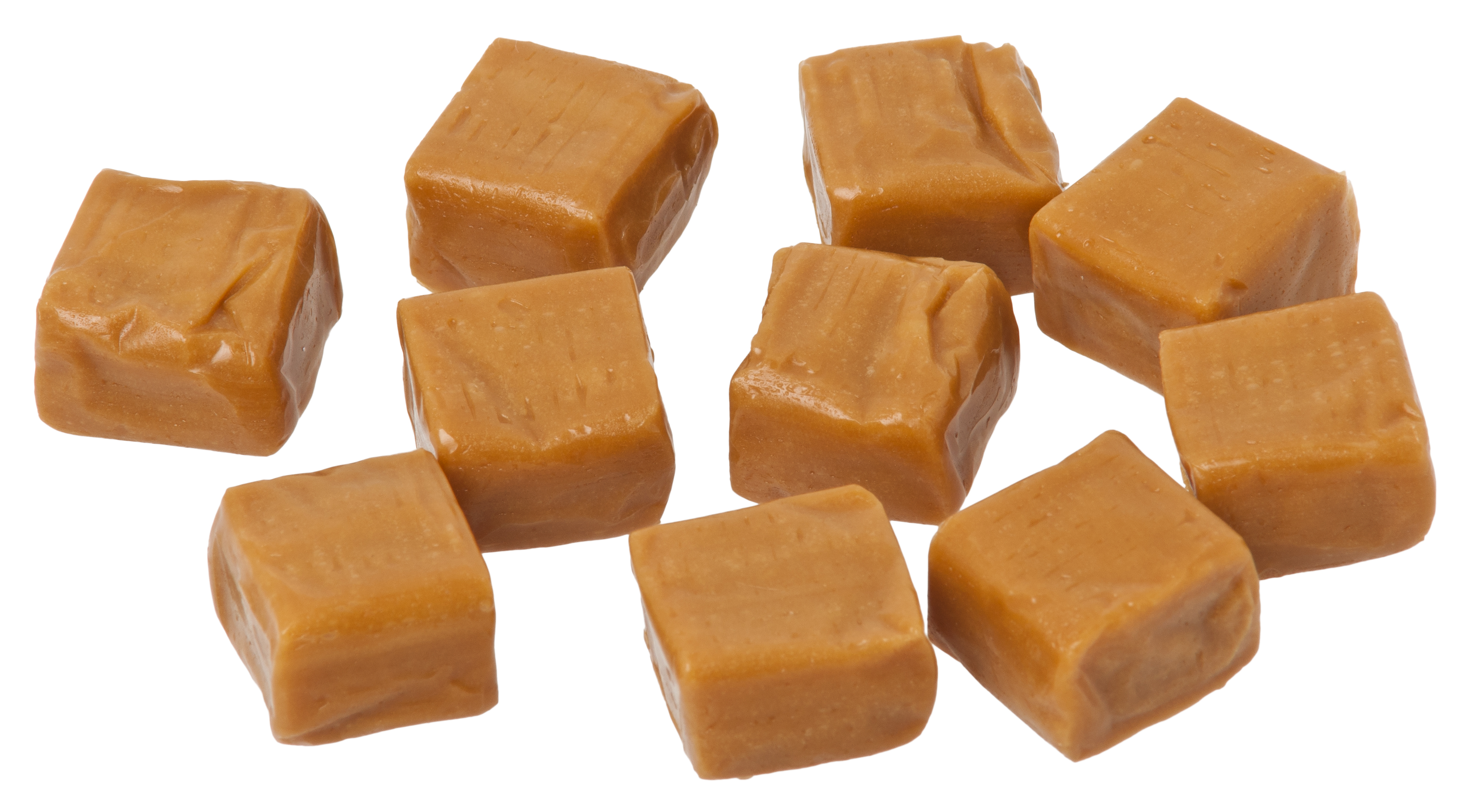
밀크 캐러멜

캐러멜(영어: caramel, IPA: [ˈkærəmɛl] 또는 IPA: [ˈkɑrməl], 문화어: 기름사탕, 캬라멜)은 베이지에서 어두운 갈색의 색깔을 띤, 설탕을 졸여서 만드는 사탕을 말한다. 캐러멜은 보통 사탕을 만들 때에 만들어진다. 캐러멜은 푸딩이나 캔디, 초콜릿에 들어가 간식으로 먹거나 아이스크림과 커스터드에 얹어 먹는다. 사탕과 달리 약간 쫄깃하며 치아 사이에 끼기 쉽다.
캐러멜화는 설탕을 170°C(340°F)까지 천천히 가열하는 과정에서 이루어진다. 설탕 가열로 분자가 분해되고 특정한 색과 맛을 내는 화합물로 만들어진다.
캐러멜은 사탕이나, 디저트, 과자 등 다양한 종류에 이용된다. 브리틀, 누가, 프랄린, 크렘 브륄레, 크렘 카라멜, 캐러멜 애플(Caramel apple) 때로는 아이스크림에도 소용돌이에 포함되거나 맛으로 첨가하기도 한다.

## 어원
영어 단어에서의 캐러멜(caramel)은  프랑스어 카라멜(caramel)에서, 18세기 즈음에 스페인어 카라멜로(caramelo)에서, 혹은 포르투갈어 카라멜로(caramelo)에서 따온 것으로 추측되고 있다.
캐러멜의 어원으로는 중세 라틴어인 ‘칸나멜리스(cannamellis, 사탕수수)’와 라틴어인 ‘카라멜루스(callamellus, 작은 사탕수수 막대)에서 나왔다는 설이 있다. 이것은 그리스어 카라모스(κάλαμος)에서 가져왔다고 전해진다.
일부 사전에서는 아랍어인 ‘쿠랏 알 밀흐 (달콤한 소금 덩어리)’에서 따왔다고 주장하기도 한다.
일본어로는 캬라메루(キャラメル) 라고 표기하는데, caramel에서 ca가 캬에 가깝게 발음하는 프랑스어의 영향을 받았기 때문이다. 카라메루(カラメル)라고 표기하기도 한다. 한국어에서도 이 일본어를 통해 건너온 '캬라멜'이란 표기도 사용되고 있으나, 현재는 영어에서 차용된 '캐러멜'표기도 혼용되고 있다.

## 캐러멜 소스
캐러멜 소스는 설탕을 졸인 후 크림과 혼합하여 만들어진다. 필요에 따라 버터, 과일 퓌레, 리큐어, 바닐라 같은 추가 재료를 넣기도 한다. 캐러멜 소스는 후식에서 다양하게 사용하며, 특히 아이스크림의 토핑에도 사용된다. 크렘 카라멜 또는 캐러멜 푸딩에 사용하는 경우, 설탕을 졸인 것과 물만을 섞은 맑은 캐러멜(clear caramel)를 사용한다. 버터스카치 소스(Butterscotch sauce)는 진한 갈색 설탕과 버터와 함께 위스키를 끼얹는 것이 보통이다.

## 캐러멜 캔디
캐러멜스(Caramels) 또는 미국식으로 캐러멜 캔디(caramel candy)라 불리는 것은 쫀득하고 조밀하고 질긴 사탕류의 하나로, 우유 또는 크림, 설탕, 글루코스, 버터, 바닐라(또는 바닐라 향료)를 혼합하여 만든다. 설탕과 포도당은 260°F(130°C) 온도에 도달하기 위해 별도로 가열한다. 크림과 버터는 240°F(120°C) 온도에 도달 할 때까지 다른 성분에 혼합물을 간간히 첨가한다. 조리가 끝나면, 바닐라 또는 추가 향료 및 염분을 더한다.
모든 재료를 한번에 넣어 조리할 수 있는데, 우유의 캐러멜 화가 발생하므로, 이 과정에서 혼합물이 120°C(250°F) 이상으로 가열되지 않는데, 이 온도에서는 설탕이 캐러멜화 될 만큼 충분하지 않으며, 이런 식으로 만든 사탕은 ‘밀크 캐러멜(milk caramel)’ 또는 ‘크림 캐러멜(cream caramel)’이라 부른다.

## 캐러멜 색소
캐러멜 색소는 어두운 색과 쓴 맛을 가진 액체이다. 거의 완전하게 캐러멜화된 고농도의 생성물로, 병에 담아 판매된다. 콜라 등의 음료에서 식용 색소로 사용된다. 굴소스나 춘장 등의 소스에 이 색소를 사용하여 인위적으로 검게 만들기도 한다.

## 화학적 특징
캐러멜화는 당에서 수분이 제거되면서, 이성질화와 각종 고분자 화합물에 당의 중합으로 진행된다. 이러한 디프럭토스 무수물 (difructose nhydride)의 화합물은 수분 손실 후 단당류에서 생성 될 수 있다. 분열 반응은 저 분자량 화합물의 결과물을 만들며, 휘발성 일 수 있고, 독특한 풍미의 원인이 될 수도 있다. 중합 반응은 진한 갈색화의 원인이 되어 큰 분자량 화합물로 연결된다.
현대의 조리법 및 상업적 생산에서, 포도당 또는 전화당 시럽(Inverted sugar)은 결정화를 방지하기 위해 추가하며, 전체 당류 질량의 10%~50%를 차지한다. "Wet caramels" 제조시에는 수크로스와 물을 가열하는 대신, 수크로스 만으로 열 반응에 의해 전화당 시럽을 생산하나, 전통적 조리법에 결정화를 방지하기 위해 꼭 충분할 필요는 없다.

## 영양 정보
상업용으로 제조된 버터스카치 또는 캐러멜 토핑 두 스푼(i.e., 41 그램)을 기준으로 한다.
- 열량(kcal): 103
- 단백질(g): 0.62
- 총 지질(지방): 0.04
- 단백질(g): 약 27.02
- 식이 섬유(g): 0.4
- 콜레스테롤(mg): 0.0

## 같이 보기
- 베이크트 밀크
- 바순디
- 둘세데레체
- 커스터드
- 초콜릿
- 마시멜로
- 사탕
- 롤리팝
- 과자
- 케이크
- 크렘 카라멜